# Ocrepeira hondura
Ocrepeira hondura är en spindelart som beskrevs av Claude Lévi 1993. Ocrepeira hondura ingår i släktet Ocrepeira och familjen hjulspindlar.
Artens utbredningsområde är Costa Rica. Inga underarter finns listade i Catalogue of Life.